# 乌韦·佩舍尔
乌韦·佩舍尔（德語：Uwe Peschel，1968年11月4日—），德国男子自行车运动员。他曾代表德国参加1992年和1996年夏季奥林匹克运动会自行车比赛，其中1992年奥运会获得一枚金牌。